# Kľačany
Kľačany (in ungherese Décskelecsény) è un comune della Slovacchia facente parte del distretto di Hlohovec, nella regione di Trnava.